# Filàtivka (Crimea)
|  | Per a altres significats, vegeu «Filàtovka». |

Filàtivka (en (ucraïnès): Філатівка) és un poble de la República Autònoma de Crimea a Ucraïna, que el 2014 tenia 516 habitants. Pertany al districte rural de Krasnoperekopsk.